# Эль-Ариш
Эль-Ари́ш (араб. العريش‎; в древности — Ринокорура, копт. ϩⲣⲓⲛⲟⲕⲟⲣⲟⲩⲣⲁ, греч. Ῥινοκόρουρα) — административный центр и крупнейший город провинции Северный Синай в Республике Египет. Население 141'595 жителей (2006). Расположен на берегу Средиземного моря на севере Синайского полуострова, в 344 км к северо-востоку от Каира.

## История
С 1967 по 1982 гг. город находился под контролем Израиля в результате шестидневной войны и оккупации Синайского полуострова.
24 ноября 2017 года суфийская мечеть в населённом пункте Бир аль-Абед в 40 км от города была атакована террористами; погибло более 300 человек.

## Природа
Эль-Ариш славится чистыми голубыми водами Средиземного моря, прибрежными пальмовыми рощами и белым мягким песком. Большое количество отелей на берегу. Здесь также находятся несколько факультетов Университета Суэцкого канала. Ввиду расположения в одноимённом вади, городу часто грозят паводки, которые приходят сюда из районов внутреннего и северного Синая.